# Catops subfuscus
Catops subfuscus är en skalbaggsart som beskrevs av Kellner 1846. Catops subfuscus ingår i släktet Catops, och familjen mycelbaggar. Arten är reproducerande i Sverige.